# Зоран Ђорђевић (тренер)
Зоран Ђорђевић (13. фебруар 1952, Велики Јовановац, Пирот, СФРЈ) је српски фудбалски тренер и селектор. Током своје каријере тренирао је преко десет клубова и четири репрезентације. Био је селектор Фудбалске репрезентације Јужног Судана.

## Каријера
Тренерску каријеру започео је 1978. године у родном Пироту у ФК Радничком. После две године одлази на Блиски исток где тренира неколико екипа из Катара, УАЕ-а и Кувајта. Током 1991. враћа се у Србију где проводи једну годину у ФК Трудбенику, а затим одлази у Иран, Бахреин, УАЕ и Катар, променивши неколико клубова у поменутим државама.
Године 1999. Ђорђевић је изабран за селектора Јемена, а већ годину дана после прелази на клупу селекције Судана. После кратке каријере као селектор враћа се у Србију, где преузима ФК Тимок (2000-2001). Враћа се на Блиски исток, тачније у Саудијску Арабију и води неколико клубова. Убрзо одлази у Иран, па затим у Индију, где са екипом Черчил брадерс осваја титулу државног првака (2008—2009), поставши први страни тренер коме је то пошло за руком.
Године 2010. Ђорђевић је преузео селекцију Бангладеша и са њом осваја златну медаљу на Јужноазијским играма. Каријеру потом наставља у Сирији и на Филипинима (репрезентација до 23 године). У јуну 2012. године преузео је селекцију Јужног Судана.